# 78式雪地運輸車
78式雪地運輸車是陸上自衛隊普通科部隊使用的雪上人員輸送載具・也能擔任巡邏哨戒使用。主配屬於北海道部隊（含普通科以外部隊）、上越市第2普通科連隊、米子市第8普通科連隊和日本海旁邊許多大雪地帶配備輕雪車區域略同。昭和53年（1978年）服役。
平成8年（1996年）78式雪地運輸車B型服役。

## 特徵
該車採用的履帶除了通常鐵材質外、特殊橡膠材質也有混合使用。車輪則是鐵製。78式雪地運輸車製作完全由大原鐵工所獨立開發技術。
大原鐵工所曾經製作過南極觀測隊用的雪車，該公司在雪車技術是領導品牌，是一家位於新潟縣長岡市的老企業。技術評價高，人員戴著厚手套也能完成維修作業，且就算一整年沒有維修放置過夏天後翌年冬天又能直接使用。（實際使用上約半年保養一次）
後方貨板可以設置布棚車頂或是槍架以搭載白朗寧M2重機槍。
自衛隊每年陸續買進；平成15年度買進18輛、平成16年度買進19輛、平成17年度買進15輛。